# 士丹利街
士丹利街（英語：Stanley Street），亦被寫作史丹利街，是香港港島中環的一條人流極多的街道，尤其是中區上班日午餐時份(中午12時至下午2時)。這條街上也有很多牌檔，是香港一大特色之一。

## 位置
士丹利街屬東西走向，在皇后大道中與威靈頓街之間平衡。東起與德己立街垂直交界，西至嘉咸街垂直交界止，全長約350米。
士丹利街在閣麟街與中環至半山自動扶梯系統十字交界。

## 歷史
士丹利街的英文名稱以第十四代打吡伯爵愛德華·史密斯-士丹利（Edward Smith-Stanley, 14th Earl of Derby）命名 。
士丹利街亦是香港中環一條具歷史性的街道，與中國國父孫中山在1900年代對清朝的革命活動有關，可惜具歷史的建築物已拆卸。
在20世紀50年代的士丹利街是綠色鐵皮大牌檔的全盛時期，據說當時就出現三四十家鐵皮食肆。

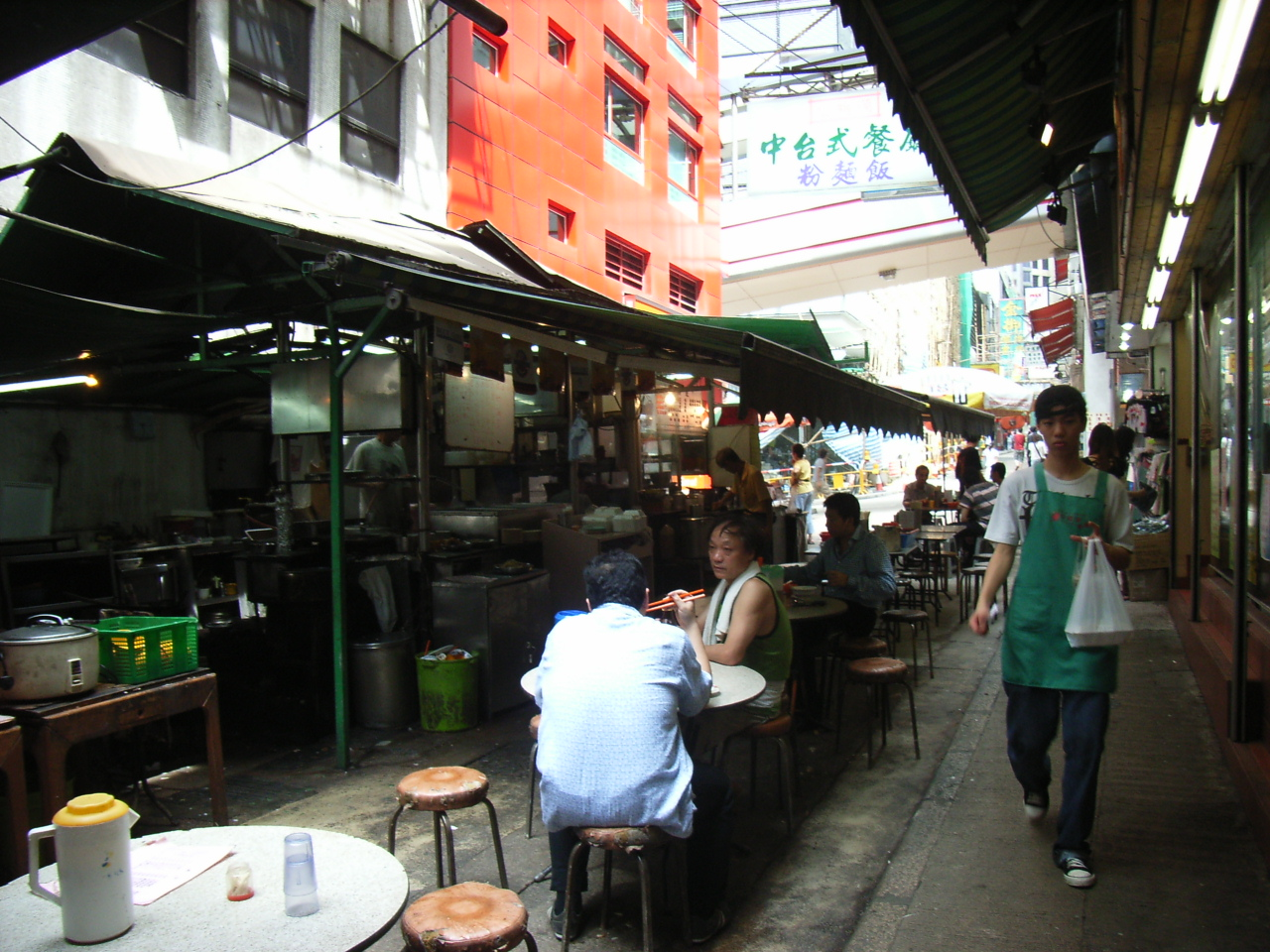
士丹利街的東邊有大牌檔，炎夏中午街邊有30度以上
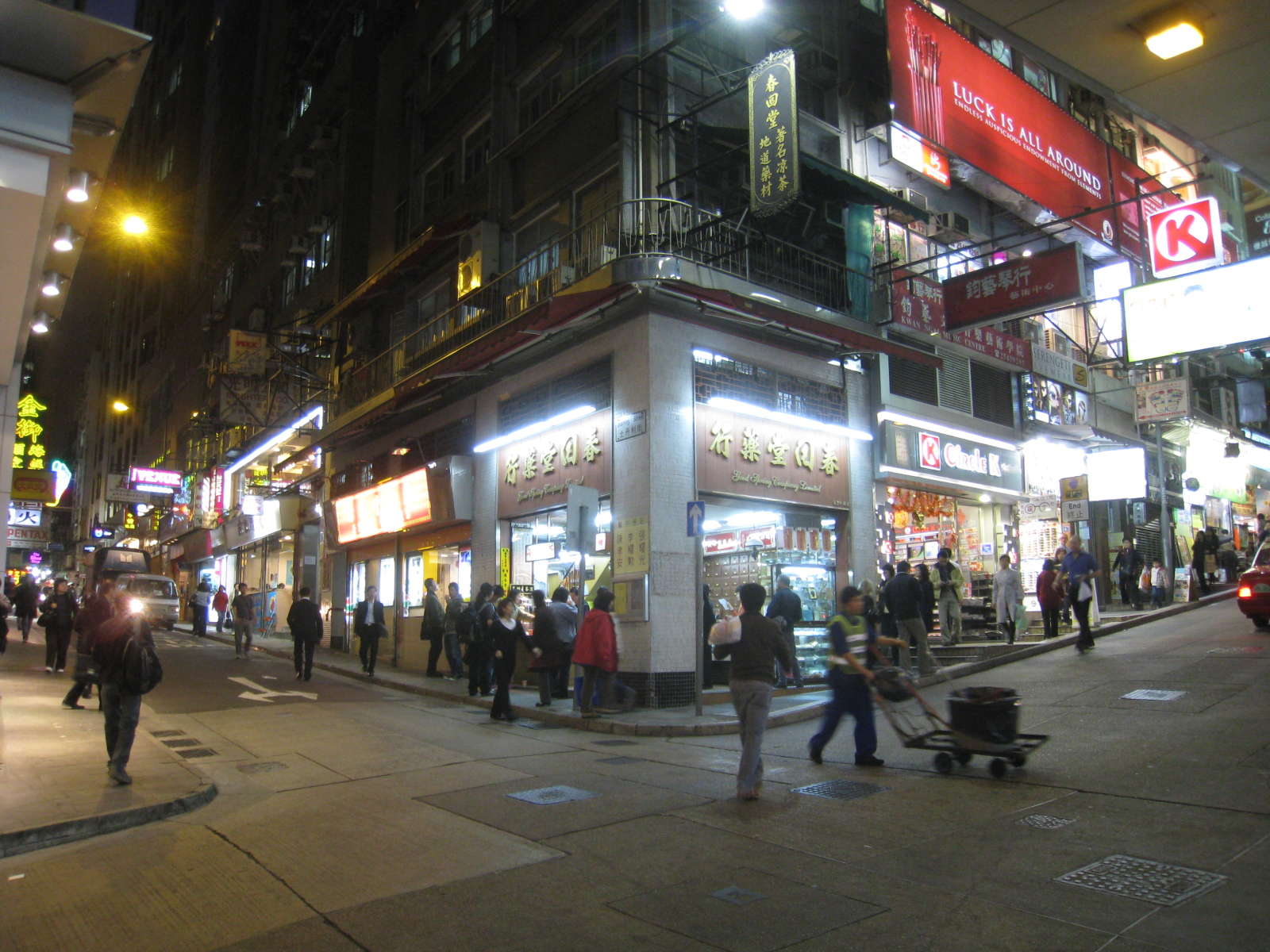
晚上的士丹利街 (2009年)
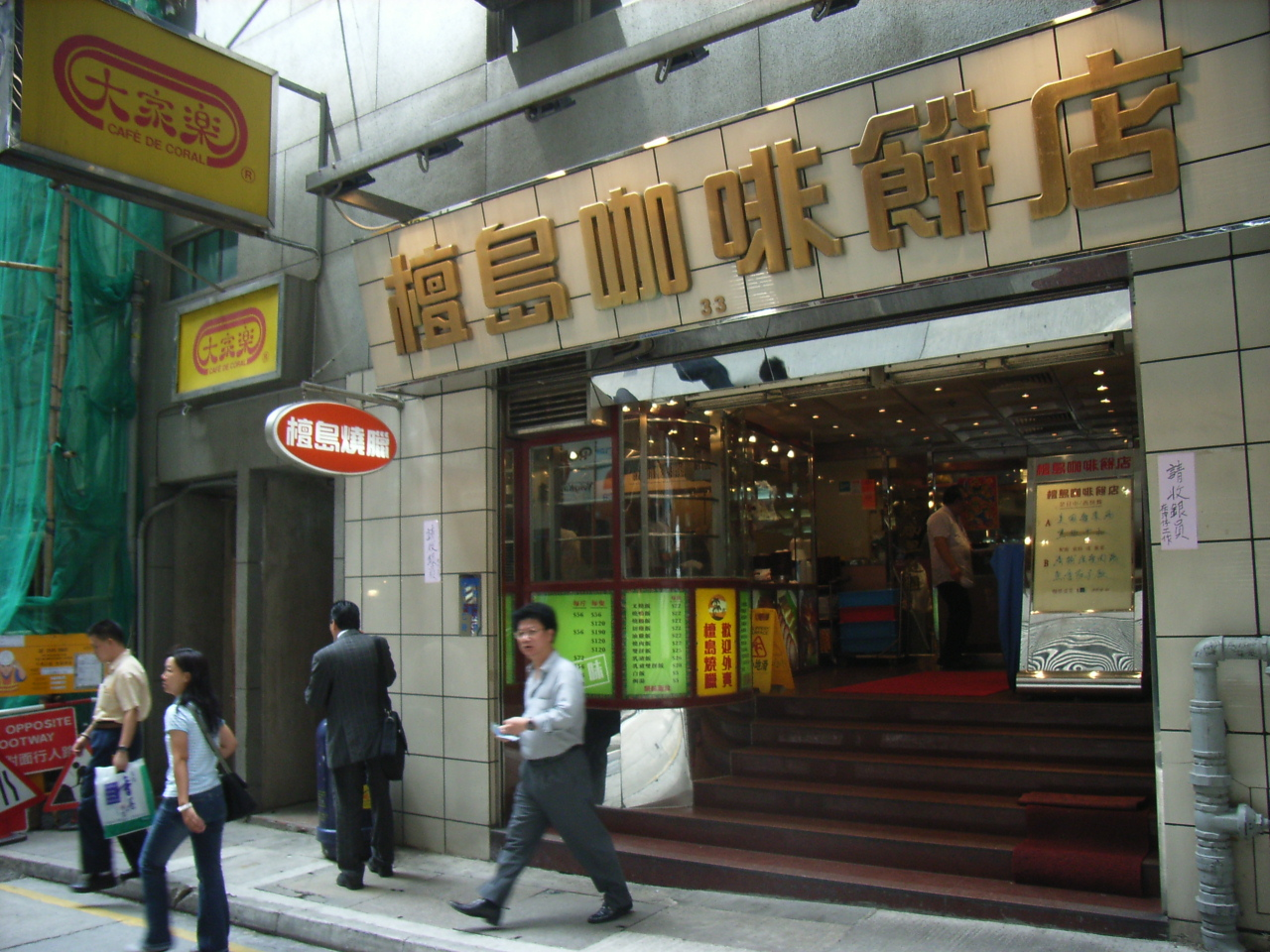
中環的檀島咖啡餅店茶餐廳
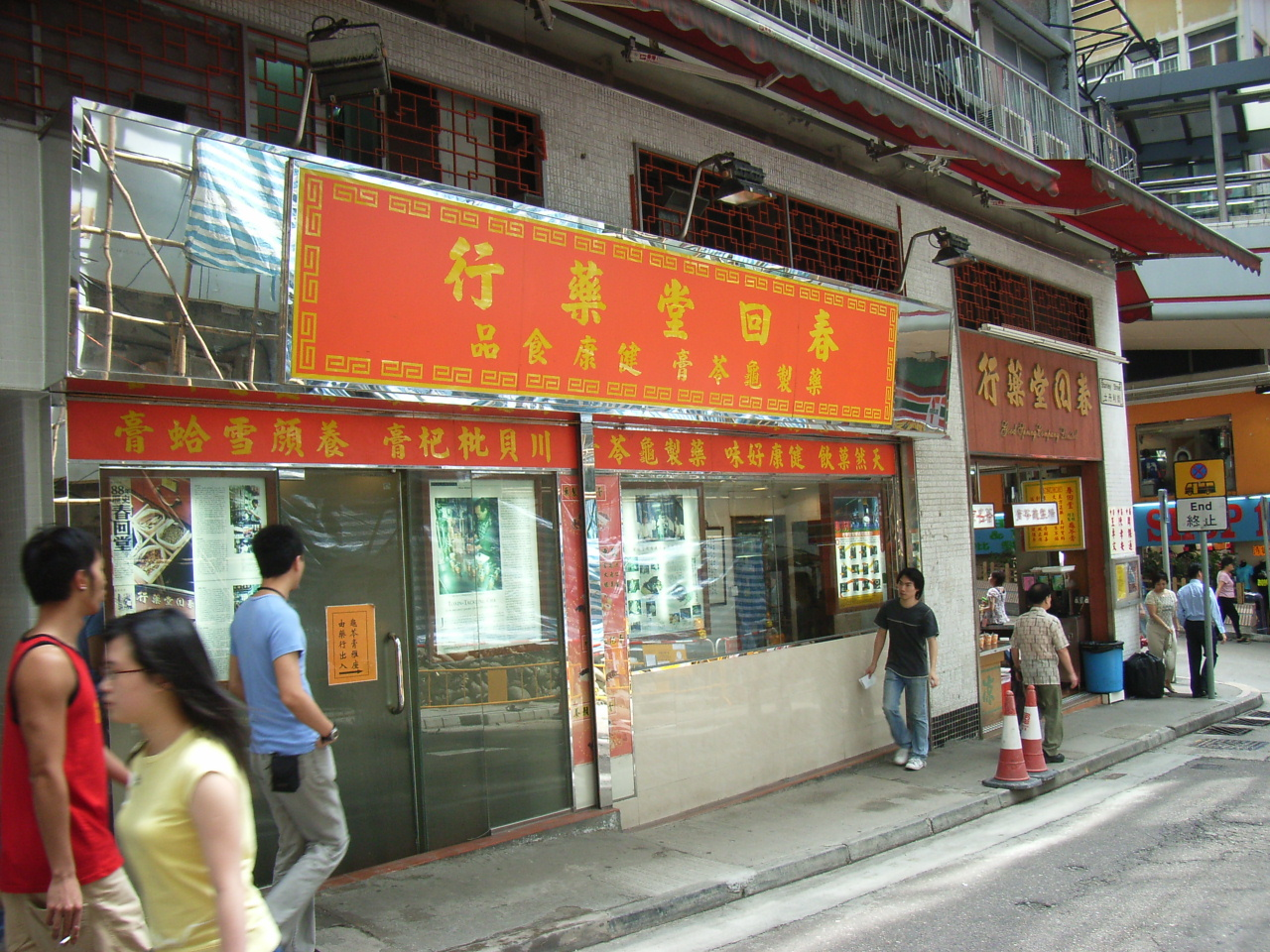
春回堂涼茶中醫店
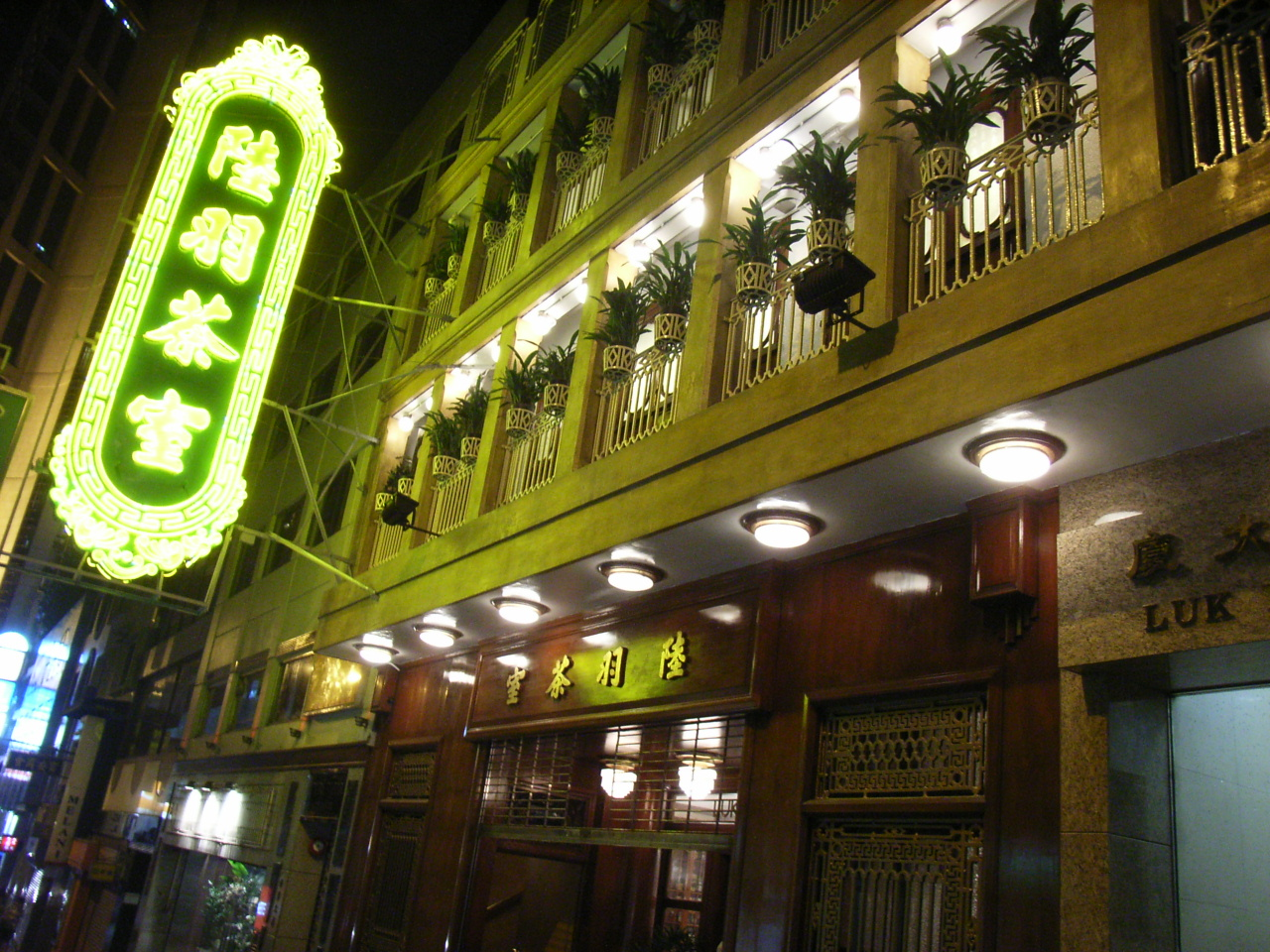
陸羽茶室
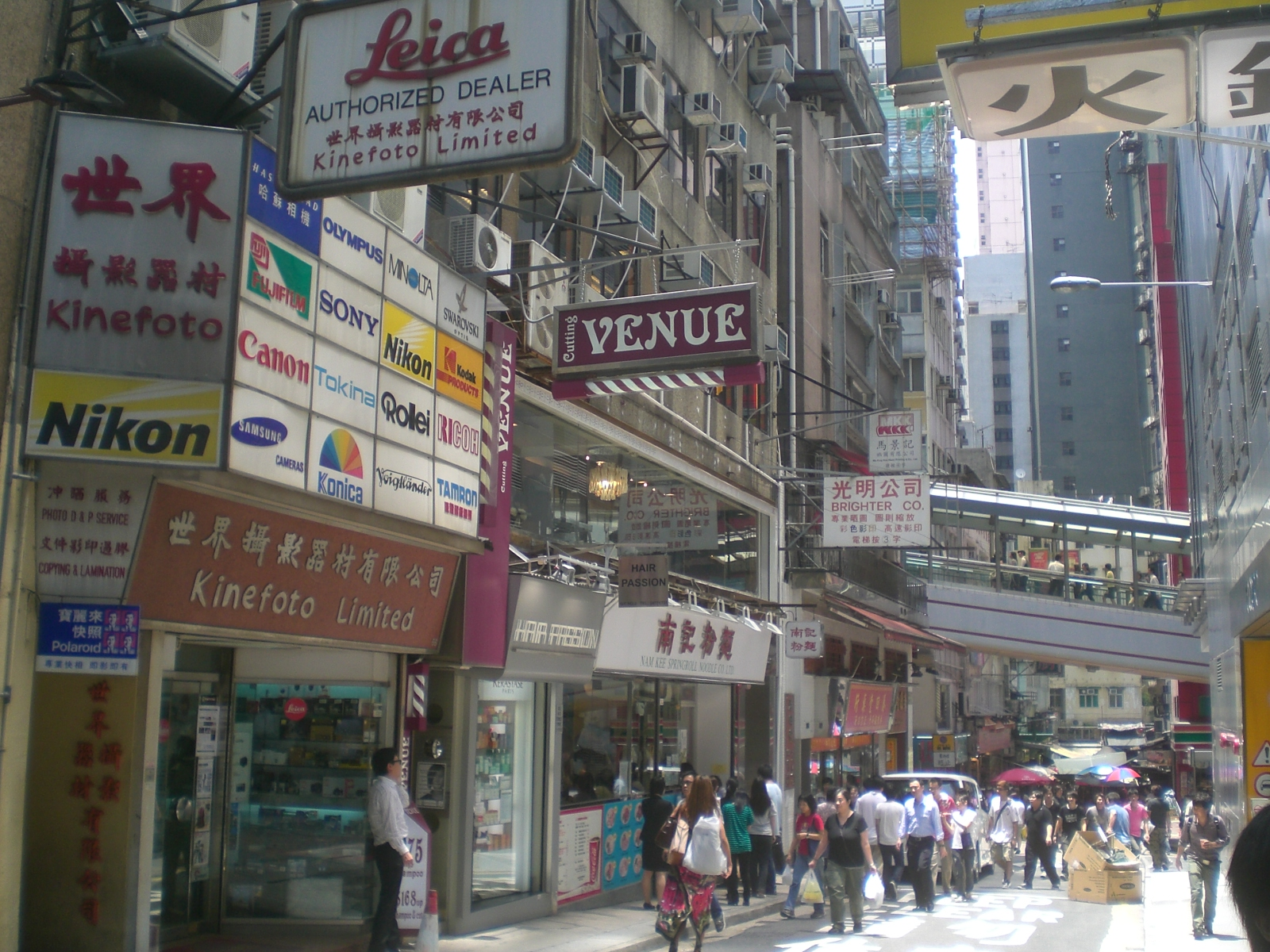
攝影器材店

2010年9月，士丹利街西段的大排檔進行接駁煤氣及改善排污等翻新工程，舊式的大排檔已經拆卸。不過工程於2011年初完成後，有大牌檔豎立高逾一層樓的鐵柱支撐伸縮天篷，令附近的街舖負責人及業主甚為不滿，憂慮鐵柱阻礙消防車等緊急車輛進入。

## 知名地標
- 陸羽茶室
- 菲林相片沖曬店
- 春回堂涼茶中醫店
- 檀島咖啡餅店
- 街上大牌檔
- 街邊小型商販店
- 賽馬會場外投注處

## 資料來源
1. ↑  Yanne, Andrew; Heller, Gillis. . Hong Kong University Press. 2009: 30. ISBN 9789622099449.
2. ↑  . 叮叮 - 香港電車地圖。香港旅遊發展局網站. 2008  [2011-05-10]. （原始内容存档于2008-12-05）.
3. ↑  . 東方日報. 2011-01-26  [2011-05-10]. （原始内容存档于2020-03-19）.